# N-кінець

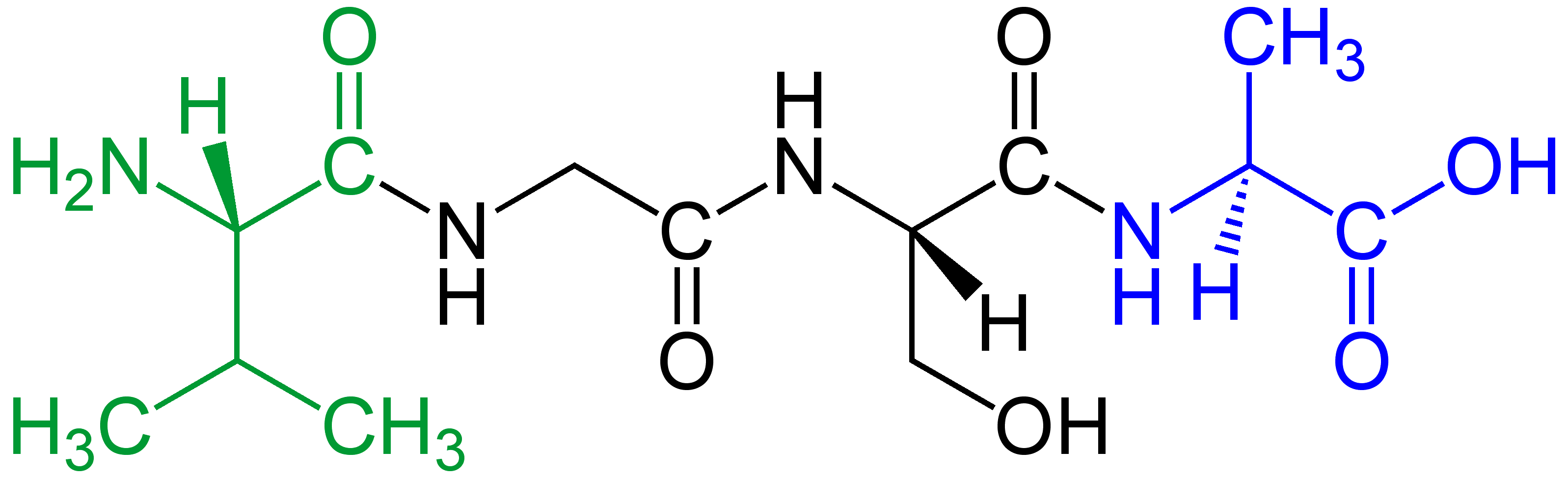
Тетрапептид Val-Gly-Ser-Ala, на якому зеленим кольором позначено N-кінцеву α-амінокислоту (на зображенні: L-валін), а синім — C-кінцеву α-амінокислоту (на зображенні: L-аланін). Цей тетрапептид можна закодувати мРНК-послідовністю 5'-GUUGGUAGUGCU-3'.

N-кінець (англ. N-terminus), також аміно-кінець — аміногрупа першої амінокислоти, з якої починається молекула білка або пептид.
Кожна амінокислота має аміногрупу та карбоксильну групу. Амінокислоти зв'язуються між собою за допомогою реакції дегідратації приєднанням карбоксильної групи однієї амінокислоти до аміногрупи іншої. Таким чином, поліпептидні ланцюжки закінчуються вільною карбоксильною групою — C-кінцем, а починаються з аміногрупи — N-кінця.

## Методи визначення N-кінцевої амінокислоти
Для визначення природи N-кінцевої амінокислоти запропоновано низку методів, зокрема метод Сенгера, заснований на реакції арилювання поліпептиду 2,4-динітрофторбензолом (ДНФБ), що спричиняє утворення забарвленого в жовтий колір 2,4-динітрофенільного похідного N-кінцевої амінокислоти. Розчин поліпептиду обробляють ДНФБ, який взаємодіє з вільною NH2-групою N-кінцевої амінокислоти пептиду.
Після кислотного гідролізу продукту реакції — динітрофенілпептиду тільки одна N-кінцева амінокислота виявляється пов'язаною з реактивом у вигляді 2,4-динітрофеніламінокислоти (стабільної при гідролізі). На відміну від інших вільних амінокислот, що утворилися при гідролізі поліпептиду, вона жовтого кольору. Її ідентифікують методом хроматографії.
Для визначення N-кінцевої амінокислоти значно ширше застосовується фенілтіогідантоїновий метод Едмана завдяки високій чутливості та можливості багаторазового використання в одній і тій самій пробі. Фенілізотіоціанат реагує з вільною α-NH2-групою N-кінцевої амінокислоти поліпептиду з утворенням фенілтіокарбамоїлпептиду.